# روی لوپس
رودریگو لوپس د سگورا (به اسپانیایی: Rodrigo López de Segura) معروف به روی لوپس (۱۵۴۰ در زفرا، باداخس، اسپانیا - ۱۵۸۰) اسقف و شطرنجباز اسپانیایی سده ۱۶ است که از اولین نویسندگان و تئوریسین‌های شطرنج در اروپا محسوب می‌شود.
روی لوپس قهرمان نخستین تورنمنت شطرنج مدرن دنیاست که در مادرید برگزار شد و به همین جهت او را اولین قهرمان غیررسمی شطرنج جهان می‌دانند. او این عنوان را بعداً به لئوناردو دی بونا حقوقدان ایتالیایی واگذار کرد.
شاخه گشایشی معروفی در شطرنج که با حرکت‌های ‎  1. e4 e5 2. Nf3 Nc6 3. Bb5  ‏ آغاز می‌شود به پاس بررسی‌های عمیقی که توسط روی لوپس دربارهٔ آن صورت گرفته بود، به نام او به گشایش روی لوپز یا بازی اسپانیایی معروف شده است.